# Johannes Steffen
Johannes Steffen (* 11. Oktober 1876 in Garz/Rügen; † 13. September 1965) war ein deutscher Lehrer und Sportfunktionär.
Steffen studierte Philologie und Theologie. Später wirkte er als Professor und Sportlehrer in Lübeck. Er gehörte der Lübecker Turnerschaft an.
Er war vom 14. Februar 1920 bis zum 5. Februar 1921 Vorsitzender der Deutschen Sportbehörde für Leichtathletik, der Vorgängerorganisation des Deutschen Leichtathletik-Verbandes. Von 1919 bis 1920 und von 1921 bis 1924 war er stellvertretender Vorsitzender, von 1926 bis 1933 Jugendwart. 
Von November 1934 bis 1937 leitete Steffen die Führerschule Wilhelmshöhe in Ettlingen.